# Dekompresiona bolest
Dekompresiona bolest, aeroembolizam, disbarizam (lat. morbus capsicus) je oboljenje koje nastaje posle nagle promene pritiska - dekompresije u atmosferi sniženog ili povišenog pritiska sredine, za vreme boravka u kesonima, u toku ronjenja i boravka na visini u avijaciji i astronautici.
Kada neka osoba boravi na nivou mora, njena krv i tkiva sadrže količinu inertnih gasova, pre svega azota koji je u njima rastvoren srazmerno parcijalnom pritisku gasa u udahnutom vazduhu, rastvorljivosti gasa u vodi, mastima u telu i temperaturi. Ako ta osoba naglo pređe u uslove znatno nižeg barometarskog pritiska, rastvaranje gasova odvija se sporo, pa inertni gasovi naglo izlaze iz rastvora izazivajući brojne simptome poznate kao dekompresiona bolest.
Zato možemo reći da su gasni mehurići (azota i drugih inertnih gasova), koji iz rastvorenog stanja u krvi i tkivima naglo prelaze u slobodne gasne mehuriće i nagomilavaju se u telesnim tečnostima i tkivima osnovni uzročnik dekompresione bolesti.
Dekompresiona bolest kao rezultat dekompresije ili nagle promene pritiska može se javiti u uslovima povišenog pritiska pod vodom (u velikim dubinama mora) pa sve do visina svemira (u uslovima sniženog atmosferskog pritiska).
Nastanak dekompresione bolesti zavisi od dekompresionog stresa (trajanja ekspozicije povećanog pritiska, brzine i veličine promena pritiska, sastava gasnih mešavina koje se dišu, itd). U zavisnosti od toga u kojim tkivima i organima je došlo do nakupljanja mehurića, zavisi i simptomatologija (klinička slika) poremećaja u dekompresionoj bolesti. Ti poremećaji mogu brzo preći u bolest (ponekad i sa smrtnim ishodom) ukoliko se odmah ne preduzmu adekvatne mere lečenja. Postoje dokazi da neotkriveni, zanemareni (nelečeni) ili asimptomatski dekompresioni poremećaji mogu dovesti i do nepovratnog (trajnog) organskog i funkcionalnog oštećenja organizma.

## Istorijat bolesti
Iako prvi začeci ronjenja dosežu do 700. pre nove ere, veliki broj ronilaca mnoge nepoznanice tehnike ronjenja i nesavršenost ronilačke opreme platilo je glavom. Tek prva medicinska istraživanja dala su odgovor na mnoge probleme u ronjenju.
Najveći problem podvodne medicine jeste stvaranje gasnih mehurića u telesnim tečnostima i tkivima u uslovima brze promene okolnog pritiska. Tu pojavu je prvi put uočio je Robert Bojl (Robert Boyle) 1670. u oku zmije izlaganoj vakuumu.
Đovani Morganji (Giovanni Morgagni) prvi je 1769. opisao pojavu mehurića vazduha u krvnim sudovima mozga kod nastradalih ronilaca i posumnjao da je to uzrok smrti.
Mogućnost dovođenja komprimovanog vazduha pod vodu, 1770. omogućio je dalji razvoj ronilačke opreme i ronjenje na sve većim dubinama. Oko 1835. u hemiji je shvaćena apsorpcija CO2 i tada su inženjeri mogli usavršiti razne aparate za upotrebu u rudnicima i anesteziologiji, pa je ideja o aparatima poluzatvorenog i zatvorenog kruga disanja mogla biti ostvarena. Tako je od 1837. dalji razvoj ronjenja počeo je zavisiti od dva faktora:
- konstrukcije ronilačke opreme i kompresora
- saznanjima o delovanju povišenog pritiska na ljudski organizam i razvoja podvodne fiziologije.

Dok se tehnički deo usavršavao naglo s industrijskom revolucijom, fiziologija je sporo napredovala.
Prvi slučaj dekompresione bolesti opisao je Trižer (Triger), francuski rudarski inženjer 1841. On je opisao simptome u vidu bola i mišićnih grčeva kod rudara pri radu u minerskim tunelima pod pritiskom.
Prvi naučni opis dekompresione bolesti potiče iz 1854. i dali su ga francuski lekari Pol i Vatele. Kako je ova bolest i njena simptomatologija prvo uočena kod kesonskih i tunelskih radnika, dugo se u praksi zadržava terminologija „kesonska bolest“ i „kompresivna vazdušna bolest“. Kako se kasnije uočava pojava dekompresione bolesti i kod drugih profesija izloženih sličnim uslovima, ona dobija naziv dekompresiona bolest.
Pol Ber (Paul Bert), francuski fiziolog, izvršio je istraživanje dekompresione bolesti i 1878. i ustanovio da udisanje vazduha pod pritiskom oslobađa azot koji se širi po krvi i tkivima i može usloviti dekompresionu bolest koju su tadašnji ronioci povezivali sa kostoboljom. Bert je preporučio radnicima i roniocima da se sporo penju prema površini nakon čega je došlo do bitnog poboljšanja zdravlja i smanjenja broja nesreća. Tako su istraživanja Pola Bera dovela do uvođenja procedure profilaktičke dekompresije po principu sporog i kontinuiranog izronjavanja.
Pol Ber je takođe otkrio i da se uticaj dekompresione bolesti može otkloniti povećanim pritiskom. To otkriće je 1883. uslovilo konstrukciju prve dekompresione komore u Americi, koja je bila upotrebljavana pri probijanju tunela ispod reke Hadson između Njujorka i Nju Džerzija.
Engleski fiziolog J. S. Holdejn (J. S. Haldane), je između 1905. i 1907. izvršio niz eksperimenata sa roniocima Kraljevske mornarice i ustanovio je da je uzrok problema bila neprilagođena ventilacija ronilačkih kaciga što je izazivalo uvećanje količine ugljen-dioksida koji je postepeno trovao ronioca. Zato je preporučio povećani i ujednačeni dotok svežeg vazduha u kacigu ronioca zavisno o pritisku, a sastavio je i nekoliko ronilačkih tablica koje su pokazivale maksimalno vreme koje ronilac sme provesti na različitim dubinama, kao i metodu dekompresije kod izronjavanja. Zahvaljujući Holdejnovom otkriću dubina ronjenja na koje su se ronioci spuštali povećala se do nešto iznad 65 m, koja je ujedno bila i maksimalna dubina sa koje su ručne pumpe mogle izvlačiti vazduh.
Međutim na dubinama od oko 30 m ili većim, kod ronilaca se počelo manifestovati stanje u obliku euforije, sindrom koji je poznat i kao „pijanstvo velikih dubina“, a danas se naziva i „narkoza (opijenost) azotom“. Pojava da u uslovima povišenog pritiska pojedini gasni elementi iz vazduha menjaju svoje fiziološke osobine, a inertni gasovi postaju aktivni, takođe je rano uočena.
Pronalazači kiseonika Pristli (Pristly 1733—1804) i Lavoazije (Lavoasier) 1743—1794), a kasnije Dima (Dumas) 1797. i Loren Smit (Loran Smith) 1899. su znali za toksične efekte kiseonika pod povišenim pritiskom, a narkotično delovanje azota na psihu čoveka u uslovima udisanja vazduha pod povišenim pritiskom opisuje (Junod) 1834.
Džandel i Henderson (Jandel and Handerson) su sa razvojem avijacije početkom 1917. uočili moguće pojave dekompresione bolesti i kod pilota. Mada se fizički uslovi za stvaranje mehurića u telu pilota stvaraju već na visini od 2.300 m, istraživanja su dokazala da se znaci dekompresione bolesti ne javljaju na visinama manjim od 7.500 m.
Nagli razvoj ratnog vazduhoplovstva, komercijalnog avio saobraćaja, letenja na sve većim visinama, česta izloženost vazduhoplova ratnim i terorističkim dejstvima i mogući otkazi sve složenije i obimnije opreme, stvorilo je mogućnost rashermetizacije kabinskog prostora vazduhoplova na velikim visinama i pojavu dekompresione bolesti i dekompresionih povreda kod pilota i putnika.
Sa razvojem astronautike u drugoj polovini 20. veka, pojava dekompresione bolesti, postaje problem i u kosmičkim letelicama. Ruska Svemirska stanica Saljut 1, lansiran 1971. u kosmos, pri povratku na Zemlju doživela je dekompresiju kapsule, a kosmonauti Georgi Dobrovoljski, Viktor Patsajev i Vladimir Volkov doživeli su dekompresionu bolest sa smrtnim ishodom. Za vreme povratka na Zemlju u Saljutu se prevremeno otvorio ventil za izjednačavanje pritiska u kapsuli i sav vazduh je „iscureo“, što je izazvalo dekompresiju. Kako kosmonauti nisu nosili svemirska odela katastrofa je bila neizbežna. Nakon nesreće misija je prekinuta i stanica je namerno zapaljena u atmosferi. Posle ove nesreće, uvedena je obaveza da kosmonauti upražnjavaju fizičke vežbe tokom dužeg boravaka u svemiru, i da u povratku na Zemlju nose svemirska odela.

## Epidemiologija
Iako sve ronilačke i pilotske aktivnosti, i lečenje bolesnika hiperbaričnom oksigenacijom nosi rizik pojave dekompresione bolesti, njegova incidencа je retkost. Prema proceni proizvođača, engl. Sporting Goods Manufacturers Association, od 3,2 miliona ronilaca u SAD, jednom godišnje dekompresionu bolest doživi najmanje jedan ronilac.
Godine 1999. organizacija Dajvers alert netvork (Divers Alert Network — DAN) stvorila je program za praćenje dekompresione bolesti (engl. Project Dive Exploration) za prikupljanje podataka o profilima ronilačkih incidenata. Od 1998. do 2002. oni su zabeležili 50.150 urona od kojih je kod 28 bila potrebna rekompresija, što govori da se dekompresiona bolest javljala po stopi od 0,05%.
Tromesečno praćenje ronilaca koji su prijavili ronilačku nezgodu DAN-u 1987. pokazalo je u 14,3% od 268 ispitanih ronilaca znake i simptome dekompresione bolesti Tipa II, a kod 7% Tip I dekompresione bolesti.
Učestalost pojave dekompresione bolesti kod pilota raste na visinama iznad 8.000. metarа i do 11.000 metara dostiže 3-5%, a na visinama od 11.000 do 12.000 metara 25% do 48% u miru i čak 62% do 93% pri obavljanju fizičkog rada.

## Međunarodna klasifikacija barotraumatskih poremećaja
Međunarodna klasifikacija bolesti (MKB) ICD-10, barotraumatske poremećaje razvrstava na sledeći način:
| MKB10  | Latinski naziv                                                | Naziv na srpskom                                                                            |
| ------ | ------------------------------------------------------------- | ------------------------------------------------------------------------------------------- |
| T70.0  |                                                               | Barotrauma uva - Dejstva promene lokalnog atmosferskog pritiska ili vodenog pritiska na uši |
| T70.1  |                                                               | Barotrauma sinusa - Dejstva promene lokalnog atmosferskog pritiska na sinuse                |
| T70.2  | Isključuje: polycythaemia propter altitudinem magnam (D75.19) | Druga neoznačena dejstva boravka na visini                                                  |
| T70.3  |                                                               | Kesonska bolest                                                                             |
| T70.4  |                                                               | Dejstva visokog pritiska u tečnostima                                                       |
| T70.8  |                                                               | Druga dejstva povišenog pritiska vazduha i vode                                             |
| T70.9  |                                                               | Dejstvo povišenog pritiska vazduha i vode, neoznačeno                                       |
| T79.0  | Isključuje: : - (O00-O07, O08.2) - (O88.0)                    | Vazdušna embolija uzrokovana povredom                                                       |
| T79.7  | Isključuje: (T81.8)                                           | Potkožni emfizem uzrokovan povredom                                                         |
| M 90.3 |                                                               | Izumiranje kosti uzrokovano kesonskom bolešću                                               |

### Dekompresioni poremećaj
Dekompresioni poremećaj ili disbarizam je skup medicinskih indikacija koje proizilaze iz promene ambijentalnog pritiska. Kako je ovaj poremećaj prvo otkriven kod kesonskih radnika on dobija naziv kesonska bolest, koji se zadržao dugo u medicinskoj terminologiji, da bi označio sve barotraumatske poremećaje, što je pogrešno.
Različite aktivnosti čoveka povezane su sa promenama pritiska sredine u kojoj obavlja radne aktivnosti i povremeno boravi. Ronjenje je najčešće citirani primer, ali promene pritiska utiču i na ljude koji rade u hermetičkim okruženjima (npr. kesonski radnici, bolesnici u toku hiperbarične oksigenoterapije, ronioci, piloti i padobranci u toku fiziološke trenaže u hipo i hiperbaričnim barokomorama), ali i ljudi koji borave na različitim visinama (putnici aviona, piloti, kosmonauti, padobranci).

### Dekompresiona povreda
Dekompresiona povreda kao najdramatičniji oblik dekompresionih poremećaja javlja se u tri oblika:
1. Dekompresiona bolest (MKB — T 70.3).[21]
2. Arterijska gasna embolija (MKB — T 79.0).[22]
3. Barotrauma (MKB — T 70.0, T 70.1)[23]

#### 1. Dekompresiona bolest
Dekompresiona bolest (MKB — T 70.3) izazvana je stvaranjem mehurića gasa u organizmu usled prezasićenja inertnim gasom-azotom. Postoje dva oblika ove bolesti u zavisnosti od okruženja u kome nastaje: 
- "kesonska bolest" ili dekompresiona bolest koja nastaje u okruženju visokog pritiska (kod ronioca, kesonskih radnika, bolesnika u barokomorama i
- "pilotska bolest" ili subatmosferska dekompresiona bolest koja nastaje u okruženju sniženog pritiska (kod pilota, kosmonauta, putnika aviona, padobranaca).

#### 2. Arterijska gasna embolija
Arterijska gasna embolija (MKB — T 79.0) izazvana je ulaskom gasa u cirkulaciju pri nagloj dekompresiji usled rupture alveola pluća. Arterijska gasna embolija i dekompresiona bolest imaju vrlo sličan tretman, jer su obe uzrokovane mehurićima gasa u telu. Njihov spektar simptoma se preklapa, mada su oni kod arterijske gasne embolije značajno teži i često su uzrok smrti zbog začepljenja mehurićima gasa u tkivima.
Dekompresija u plućima može uzrokovati pojavu velikih gasnih embolusa koji kroz rupturu u plućnim venama utiskuju alveolarni vazduh u sistemsku cirkulaciju. Gasni embolusi mogu dospeti do koronarnih, cerebralnih i drugih sistemskih arteriola. Ovi mehurići gasa se dalje šire kako se pritisak smanjuje, čime se pogoršava klinička slika. Simptomi i promene zavise o mestu do koga je embolus dospeo. Pojava embolusa u koronarnim arterijama može dovesti do infarkta ili poremećaja ritma miokarda. Embolusi u cerebralnim arterijama mogu izazvati moždani udar i druge prateće poremećaje.
Razlika između cerebralnog oblika arterijske gasne embolije i dekompresione bolesti tipa II (nervni oblik), zasniva se na iznenadnoj pojavi simptoma. Kod arterijske gasne embolije simptomi se obično javljaju u roku od 10-20 minuta nakon zadesa. Višestruka pojava sistemskih promena je uključena u simptomatologiju bolesti. Klinički znaci se javljaju iznenada ili postupno, počevši od vrtoglavice, glavobolje do duboke anksioznosti. Više teških simptomima, kao što su dezorijentacija, šok i jaki grčevi, koji se mogu brzo dogoditi mogu rezultovati i smrću.

#### 3. Barotrauma
Barotrauma (MKB — T 70.0, T 70.1, T 79.7) je povreda šupljih organa i tkiva, uzrokovana razlikom pritiska između gasom ispunjenih prostora u telu i vazdušnog ili vodenog prostora oko tela, u toku uspona ili silaska.
Barotrauma se obično događa u vazdušnim prostorima unutar tela koji je niži ili viši od pritiska okoline, kod podvodnog ronjenja, u toku sletanja ili poletanja kod putničkih i drugih aviona, u hiperbaričnim i hipobaričnim barokomorama za vreme lečenja i boravka u njima, za vreme radova u kesonima, itd.
Najviše pogođeni delovi tela barotraumom su: uši, sinusi, ali i pluća, potkožno tkivo, zubi i drugi delovi tela.

## Klasifikacija DB prema simptomima
Dekompresiona bolest se klasifikuje prema simptomima, kao Tip I ili Tip II, na osnovu težine neuroloških promena. Ova tabela daje simptome za različite oblike dekompresione bolesti.
| Klasifikacija dekompresione bolesti prema težini simptoma i znakova bolesti | Klasifikacija dekompresione bolesti prema težini simptoma i znakova bolesti | Klasifikacija dekompresione bolesti prema težini simptoma i znakova bolesti                               | Klasifikacija dekompresione bolesti prema težini simptoma i znakova bolesti                                      | Klasifikacija dekompresione bolesti prema težini simptoma i znakova bolesti |
| --------------------------------------------------------------------------- | --------------------------------------------------------------------------- | --- | --- | --------------------------------------------------------------------------- |
| Tip I A (kožni oblik)                                                       | Tip I B (bends)                                                             | Tip II A (cerebralni)                                                                                     | Tip II A (medularni)                                                                                             | Tip II B (respiratorni)                                                     |
| - svrabež, - peckanje, - osip, - marmorizacija                              | - bolovi u zglobovima - bol u mišićima                                      | - slabost, - nesvestice, konvulzije, - mučnina, povraćanje, - vrtoglavica, nistagmus, - pareze i paralize | - ataksija, - mišična slabost, - pareze i paralize, - bol oko pojasa, - bol duž kičme, - brauv-sekuardov sindrom | - bol u grudima, - dispnea, gušenje, - gubitak svesti                       |

Mehurići gasa se mogu javiti bilo gde u telu ali učestalost njihove pojave najizraženija je u predelu ramena, laktova, kolena i članka noge.
Koštano mišićno zglobni oblik dekompresione bolesti ("bends") tip I, koji se javlja u predelu velikih zglobova, zastupljen je u oko 60% do 70% svih slučajeva dekompresiona bolest tip I B, na različitim dubinama/visinama.
Tip II ili dekompresiona bolest centralnog nervnog sistema javlja se u dve varijante spinalna varijanta (tip II A-b) i cerebralna varijanta (tip II A-a), javlja se u proseku u 10-15% svih slučajeva dekompresione bolesti a praćena je glavoboljom, neurološkim znacima i poremećajima vida. Izolovana spinalna varijanta dekompresione bolesti javlja se u oko 22,7%, a udružena cerebralna i spinalna u oko 10,9% slučajeva.
Tip II B-respiratorni oblik dekompresione bolesti, sa pojavom bola u predelu grudne kosti i gušenjem ("chokes") je redak oblik i javlja se u oko 2% svih slučajeva dekompresione bolesti.
Kožne manifestacije dekompresione bolesti kod Tip I A — kožni oblik, prisutne su u oko 10% do 15% svih slučajeva dekompresione bolesti.

## Etiologija
Pojava dekompresione bolesti u vazduhoplovstvu vezana je za sledeće situacije:
- U toku uspona iznad 8.000 m bez zaštitne opreme.
- Otkaz motora (pogonske grupe), što ima za posledicu gubitak pritiska u kabini vazduhoplova.
- Nagli gubitak pritiska u kabini izazvan mehaničkim oštećenjem[28]
- Prinudno napuštanje vazduhoplova na velikim visinama.
- U toku fiziološke trenaže u hipobaričnim barokomorama.[5]

Pojava dekompresione bolesti u toku boravka u barokomorama:
- Dekompresiona bolest se može javiti kao komplikacija isključivo kod pratioca, lica koja se tretiraju hiperbaričnim kiseonikom, u hiperbaričnoj komori zbog neudisanja uobičajenih količina kiseonika, usled neadekvatnog režima dekompresije u toku sprovođenja određenih protokolom predviđenih procedura, ili zbog višekratnog boravka u barokomori tokom istog dana. Pratioci pacijenata u barokomori (lekari i medicinski tehničari) su u radnom smislu profesionalni ronioci, sa svim rizicima ronjenja kao rizicima profesije.[4]
- Kao i kod ronjenja, simptomi dekompresione bolesti su istovetni, a mogu se javiti i do 72 sata nakon zadnjeg izlaganja povišenom pritisku. Leči se primenom hiperoksigenoterapije u barokomorama (rekompresija).[29]

## Predispozicija
| Vrste                   | Karakteristike |
| ----------------------- | --- |
| Razlika pritiska        | Veće smanjenje dovodi do veće verovatnoće da će izazvati dekompresionu bolest nego manje. |
| Ponavljanje izloženosti | Uroni ili usponi do visine iznad 5.500 metara u kratkom vremenu (nekoliko sati) povećava rizik od razvijanja dekompresione bolesti. |
| Stopa uspona            | Brži uspon, veći rizik od razvijanja dekompresione bolesti. Pojedinac izložen brzoj dekompresija (visoka stopa uspon) iznad 5.500 metara ima veći rizik od dekompresione bolesti, za razliku od izloženosti istoj visini, ali sa nižom stopom uspona. |
| Vreme do zadate visine  | Što duže trajanje leta do visine iznad 5.500 metara, i više, veća je opasnost od dekompresione bolesti |

Individualna predispozicija
- Starost: Postoje neki izveštaji koji ukazuju na veći rizik od dekompresione bolesti sa povećanjem starosti.
- Prethodna povreda: Ima nekih podataka da nedavne povrede u toku ronjenja mogu sumirati efekat sakupljenih mehurića gasa.
- Temperatura sredine: Postoje dokazi da su pojedinci izloženi vrlo niskoj temperaturi sredine u povećanom riziku od dekompresione bolesti.[32]
- Gojaznost: Gojazna, osoba koja ima visok sadržaj masnoća u telu u većoj je opasnosti od dekompresione bolesti. Zbog slabe snabdevenosti krvlju masnog tkiva, azot je skladišten u većim količinama u masnim tkivima. Iako mast predstavlja samo 15% tela normalne odrasle osobe, u njemu se skladišti više od polovine ukupne količine azota (oko 1 l) normalno rastvorenog u telu.[33]

## Patofiziologija barotraumatskih poremećaja
Gasovi se u prirodi ne nalaze samo kao slobodni u atmosferskom vazduhu, već i rastvoreni u raznim tečnostima, gde zadržavaju svoje osobine, tako da vrše pritisak iako su apsorbovani. Koliko će se gasa rastvoriti u nekoj tečnosti zavisi od parcijalnog pritiska koji on vrši na površinu tečnosti, kao i od njegove temperature. Ova pojava definisana je na sledeći način
Henrijevim zakonom:
...„ Količina gasa koja se rastvori u nekoj tečnosti direktno je proporcionalna parcijalnom pritisku tog gasa, pri datoj temperaturi “...
Drugim rečima, sa povećanjem pritiska povećava se i kapacitet tečnosti da rastvori gas, dok se sa povećanjem temperature taj kapacitet smanjuje.
Na rastvaranje gasova u organizmu koji se izlaže hiperbaričnim uslovima u ronjenju ili nagloj promeni pritiska u hipobaričnim uslovima na velikim visinama (iznad 8.000 metara) utiču dva faktora;
1. Pritisak 
1.1. Porast pritiska - ako u atmosferi, u kojoj se nalazi čovek, povećavamo pritisak, onda će se vazduh polako rastvarati u tečnostima organizma (krv, limfa, likvor...) sve do određene količine koja predstavlja maksimalno zasićenje tečnosti za taj pritisak (saturacija).
1.2. Smanjenje pritiska - ako u atmosferi u kojoj se nalazi čovek smanjujemo pritisak, iz njegovih tkivnih tečnosti se izdvaja gas, kako bi se ponovo postigao pritisak okoline.
Ukoliko se pritisak smanjuje polako, gas se izdvaja bez ikakvih problema, međutim, ukoliko se promena pritiska vrši ubrzano, molekuli gasa se grupišu i formiraju gasne mehuriće.
2. Temperatura
Sa povećanjem temperature ubrzava se oslobađanje gasa jer se smanjuje prostor između molekula tečnosti gde se nalazi rastvoreni gas. Primer za ovo je pojava mehurića u vodi pre njenog ključanja. Međutim, zbog skoro konstantne temperature organizma, njen uticaj na apsorpciju gasova je zanemarljiv, ali zato promena temperature okolnog vazduha može da utiče na promenu telesne temperature.
Prema tome na količinu rastvorenog gasa u tkivima utiču dva činioca: pritisak i temperatura (kako je temperatura organizma skoro konstantna, njen uticaj na apsorpciju gasova je zanemarljiv).
Rastvorljivost gasova u tečnostima organizma zavisi od;
- Pritiska gasa iznad tečnosti, (veći pritisak veća rastvorljivost)
- Trajanja kontakta, (ako je bolesnik u barokomori duže izložena povišenom pritisku u njegovom telu će se postići veća koncentracije kiseonika - duži kontakt veće rastvorljivost), ili kod ronioca veće rastvaranje azota u mišićima.
- Temperature tečnosti, (viša temperatura tečnosti, brže kretanja molekula, veća rastvorljivost gasa).
- Veličine kontaktne površine između gasa i tečnosti, (ako su dve identične tečnosti sa različitom površinom izložene uvećanom pritisku gasa, on će brže postići zasićenje u tečnosti sa većom površinom).
- Afinitet tečnosti za neki gas (koeficijent rastvorljivosti).

Gasovi u smeši gasova koje ronilac udiše, rastvoriće se u u tečnostima njegovog tela srazmerno parcijalnom pritisku pojedinih gasova u smeši. Usled različite rastvorljivosti pojedinih gasova, za svaki od njih ponaosob, količina koja će se rastvoriti zavisiće takođe od vremena u toku koga ronilac udiše gas pri povećanom pritisku, i u zavisnosti od vrste gasa, nastupa nakon 8 do 24 časa.
Rastvaranje gasova u organizmu nema uticaja na disanje pri normalnom atmosferskom pritisku, ali je veoma bitno za ronioce kada gasove udišu pomoću ronilačkog aparata, i posebno se odnosi na period izrona. Bilo koja količina gasa koji se rastvorio u telu ronioca, na bilo kojoj dubini i pritisku, ostaće jednaka sve dok se pritisak ne promeni. Ako ronilac počne da izranja, tada je pritisak u plućima manji nego što je bio kod zarona (zbog smanjenja dubine, smanjuje se i pritisak okoline), i rastvoreni gasovi teže se izdvoje iz tkiva. Ukoliko se naglo izranja, bez upotrebe tablica, gasovi iz vazduha (u čemu prednjači azot) ne mogu da se izdvoje dovoljno brzo i oni formiraju mehuriće, što može dovesti do pojave dekompresione bolesti. Zato se brzina izrona kontroliše upotrebom dekompresionih tablica, što omogućava da se izdvojeni gas postupno dovede do pluća i izdahne, pre nego što dođe do njegovog nagomilavanja u tolikoj meri da omogući formiranje mehurića u tkivima.
U vazduhoplovstvu u toku letenja na velikim visinama, kao i kod ronilačkih aktivnosti pod vodom, gasovi se udišu pod povišenim pritiskom, te dolazi do njihovog rastvaranja u tečnostima organizma. Sa povećanjem pritiska udahnutog vazduha nastaje njegovo lagano rastvaranje u tečnostima tkiva sve do određene količine koja predstavlja maksimalno zasićenje tečnosti za taj pritisak. Kada se pritiska u udahnutom vazduhu naglo smanji, dolazi do izdvajanja gasa iz tečnosti tkiva, kako bi se ponovo postigao pritisak okoline. Ukoliko se pritisak smanjuje postepeno, gas se izdvaja bez ikakvih problema. Međutim, ukoliko se promena pritiska vrši ubrzano, molekuli gasa se grupišu u gasne mehuriće.
| Rastvaranje gasova u organizmu nema uticaja na disanje pri normalnom atmosferskom pritisku, ali je veoma bitno za ronioce, pilote, kesonske radnike, bolesnike koji se leče u barokomorama koji udišu gasove pod povišenim pritiskom. Ovo se posebno odnosi na period izrona kod ronilaca, kesonskih radnika ili bolesnika u barokomorama, kao i na naglu dekompresiju kabine aviona na velikim visinama. Tada je pritisak u plućima manji nego što je bio kod zarona (zbog smanjenja dubine, smanjuje se i pritisak okoline) i manji od pritiska u hermetizovanoj kabini aviona. Rastvoreni gasovi teže da se izdvoje iz tkiva (u čemu azot prednjači), a ako ne mogu da se izdvoje dovoljno brzo oni formiraju mehuriće, što može dovesti do pojave dekompresione bolesti. Ako su propusti u dekompresiji veći, bolest se javlja brže i po pravilu znaci bolesti su teži, a ako se simptomi javljaju kasnije obično se radi o lakšem obliku dekompresione bolesti. |

## Klinička slika
Osnovni simptomi-znaci dekompresione bolesti su:
- Umor ili slabost.
- Svrabež i peckanje po koži.
- Bol u rukama, nogama zglobovima ili mišićima.
- Sumaglica.
- Obamrlost, trnci, oduzetost.
- Otežano disanje.
- Kožni osip.
- Oduzetost.
- Nestabilnost pri stajanju i hodu.
- Intenzivni kašalj.
- Kolaps, nesvest.

Simptomi dekompresione bolesti se javljaju obično u roku od 15 minuta do 12 sati posle izronjavanja.
U teškim slučajevima simptomi se mogu javiti ranije. Kasnija pojava simptoma je retka ali moguća, posebno ako se posle ronjenja putuje avionom, ili drugim sredstvom na veću nadmorsku visinu.
| Vreme do pojave simptoma | Učestalost u % |
| ------------------------ | -------------- |
| nakon 1 časa             | 42%            |
| nakon 3 časa             | 60%            |
| nakon 8 časova           | 83%            |
| nakon 24 časa            | 98%            |
| nakon 48 časova          | 100%           |

| Simptom           | Učestalost |
| ----------------- | ---------- |
| Bol u zglobu      | 89%        |
| Bol u mišićima    | 70%        |
| Nožni simptomi    | 30%        |
| Vrtoglavica       | 5,3%       |
| Paraliza          | 2,3%       |
| Dispneja          | 1,6%       |
| Izražen umor      | 1,3%       |
| Kolaps/nesvestica | 0,5%       |

## Terapija
Lečenje dekompresivne bolesti sastoji se u primeni sledeća tri terapijska principa:

### Primena osnovnih mera prve pomoći
U osnovne mere prve pomoći spada:  
Kardiopulmonalna reanimacija
Kardiopulmonalna reanimacija kao osnovna mera primenjuje se na mestu izronjavanja ili sletanja vazduhoplova odmah nakon incidenta.
Primena 100% normobarični kiseonika
Kao nezamenljive metoda u okviru prve pomoći i za vreme transporta bolesnika do hiperbarične komore obavezna je primena 100% normobaričnog kiseonika. Započinje, preko dobro prijanjajuće kiseoničke maske, i ne prekida se sve do stabilizacije opšteg stanja bolesnika. Primena kiseonika u dekompresionoj bolesti se ograničava na lečenje lakših formi dekompresione bolesti u sledeća dva slučaja: kad su po sletanju ili izronu nestali svi simptomi dekompresione bolesti i nakon nestanak simptoma dekompresione bolesti na nivou mora (dva sata nakon udisanja 100% kiseonika).
Primena hiperbaričnog kiseonika
U jednomesnim ili višemesnim barokomorama, sprovodi se HBOT prema posebnim tablicama za rekompresionu terapiju. HBOT metoda primenjuje se i u svim ostalim, težim, slučajevima dekompresiona bolest. U mornarici se koriste standardne tablice br. 5. i 6. a u vazduhoplovstvu tablica broj 8. Uspeh ove terapije, ako se pravilno sprovede, veoma je povoljan. 

### Primena ostalih dodatnih mera
U okviru ostalih dodatnih mera primenjuje se simptomatska terapija, koja obuhvata:
- nadoknadu tečnosti preko usta ili iv.primenom kristaloidnih rastvora,
- primenu lekova strogo prema indikacijama,
- pravilan položaj povređenog za vreme transporta i lečenja(ležeći na čvrstoj podlozi i levi bok bez podizanja ekstremiteta
- utopljavanje itd.[4]

## Greške u terapiji
Greške u terapiji dekompresione bolesti mogu biti posledica:
- Propusta da sa od pacijenta na vreme sazna o pojavi simptoma dekompresione bolesti.
- Propusta da se pristupi lečenju svih sumnjivih slučajeva.
- Neblagovremane medicinske pomoći.
- Grešaka u prepoznavanju simptoma dekompresione bolesti.
- Propusta da se po završenoj hiperbarićnoj oksigenoterapiji pacijent zadrži u blizini barokomore, još oizvesno vreme.
- Propusta da se pacijentu osigura konforan položaj u barokomori kako bi se izbegao poremećaj cirkulacije krvi.[5]

## Prognoza
Procenat izlečenja od dekompresione bolesti na osnovu studije sprovedene na 154 obolela u Srbiji pokazuje:
- smrtnost u 1,9% slučajeva,
- izlečenje nakon inicijalnog tretmana u barokomori u 40,9% slučajeva
- izlečenje uz dugotrajnu primenu hiperbarične oksigenacije u 73,3% slučajeva,
- trajna oštećenja kod 26,6% obolelih.[10]

## Prevencija
Osnovne mere prevencije dekompresione bolesti su:
- Fiziološka trenaža pilota, kosmonauta i ronilaca uključujući i trenažu u barokomorama.
- Redovne zdravstvene kontrole i dobra psihofizička kondicija.
- Edukacija iz vazduhoplovne i hiperbarične medicine i obuka iz prve pomoći.
- Redovna i pravilna upotreba zaštitne letačke i ronilačke opreme.
- Redovna kontrola ispravnosti (hermetičnosti) kabina vazduhoplova.[3]
- Izbegavanje napornog rada ili vrućeg tuša posle ronjenja i letenja.[3]
- Izbegavanje letenje u roku od 24 časa posle ronjenja jer može isprovocirati dekompresionu bolest.[3]
- Pravilan izron prema normativima iz dekompresionih tablica. Tablice za prevenciju dekompresije.[10] ne pružaju apsolutnu sigurnost. Zato su najbolje one tablice s kojima je ronilac najbolje upoznat. Pozitivno iskustvo sa nekim od režima date tablice ne garantuje sigurnost tablice u svim režimima i svim uslovima ronjenja. Ronilac treba stalno da procenjuje rizike i da shodno tome izabere više ili manje konzervativan režim preventivne dekompresije. Režim sme biti samo stroži od datog u tablicama i ni po koju cenu ne sme se skraćivati.[18]
- U hladnoj vodi ili kad ronilac vrši teži rad dekompresija obavezno mora biti stroga, bira se kao da je maksimalna dubina bila veća, a vreme na dnu duže od stvarnog.

- Osnovne mere u prevenciji dekompresione bolesti
- Dekompresione tablice
- Obuka ronilaca je bitan činilac prevencije DB
- Pravilna upotreba zaštitne pilotske kacige sprečava posledice DB

## Napomene
1. ↑  Prema analizama ronilačkih incidenata koje je sprovela organizacija Dajver alert netvork Diver Alert Network) između 1989. i 1993. godine, kod 119 povređenih koji su primili kiseonik dobijeni su sledeći rezultati: 11,7% je imalo smanjenje simptoma pre početka hiperbarične oksigenacije, 55,5% je pokazalo značajno kliničko poboljšanje, dok su kod 32,8% simptomi ostali nepromenjeni ili su se pogoršali.[10] Međutim o važnosti primene kiseonika, odmah nakon povrede, govori podatak da je kod 98,8% bolesnika koji nisu primili kiseonik došlo do pogoršanja stanja.[10]

## Literatura
- Powell, Mark (2008). Deco for Divers. Southend-on-Sea: Aquapress. ISBN 978-1-905492-07-7.
- Fryer, D. I. (1969). Subatmospheric decompression sickness in man. England: Technivision Services. стр. 343. ISBN 978-0-85102-023-5.
- Shayler, David; Hall, Rex (2003). Soyuz: A Universal Spacecraft (Springer-Praxis Books in Astronomy and Space Sciences). Telos Pr. стр. 172—179. ISBN 978-1-85233-657-8.
- ; 1995.
- Mathieu, Daniel (2006). Handbook on Hyperbaric Medicine. Springer. ISBN 978-1-4020-4376-5.
- Rabrenović M, Rabrenović V, Zoranović U (2006). „”. Vojno Sanitetski Pregled. 63 (7): 667—71.
- Dejours, P.; Dejours, S. (1992). „The effects of barometric pressure according to Paul Bert: The question today”. International Journal of Sports Medicine. 13 (Suppl 1): S1—5. PMID 1483742. doi:10.1055/s-2007-1024577.
- N.Dekleva, Uvod u hiperbaričnu medicinu, II dopunjeno izdanje,Naučna knjiga Beograd,1989.

## Spoljašnje veze
- „”. Архивирано на веб-сајту  (23. јул 2014)
- „”. Архивирано из оригинала 29. 1. 2010. г. na

|  | Molimo Vas, obratite pažnju na važno upozorenje u vezi sa temama iz oblasti medicine (zdravlja). |